# Kościół św. Mikołaja w Krapkowicach
Kościół Świętego Mikołaja i Matki Bożej Różańcowej – rzymskokatolicki kościół parafialny należący do dekanatu Krapkowice diecezji opolskiej.

## Historia
Świątynię zbudowano w XIV wieku w stylu gotyckim. W 1428 zniszczyli ją husyci. Od połowy XVI wieku do 1626 był świątynią protestancką. Odrestaurowana została w 1896 roku. Zmieniono wtedy wejście, ławki i stacje drogi krzyżowej. Zlikwidowano trzy ołtarze, a zakupiono główny ołtarz, którego fundatorem był Rudolf Halama. Część pieniędzy na zakup drogi krzyżowej podarowała Anna Cebulla. W 1901 roku umieszczono w kościele figury czterech Ewangelistów podarowane przez księżną Frideriece von Haugwitz. Podczas II wojny światowej  skonfiskowano na cele wojenne dzwony. Pod koniec wojny, podczas walk o Krapkowice, wystrzał artyleryjski zniszczył barokową kopułę wieży świątyni. Zrekonstruowano ją i osadzono na wieży 13 września 1990 roku.